# 機場 (加利福尼亞州)
機場（英語：Airport）是位於美國加利福尼亞州斯坦尼斯洛斯縣的一個人口普查指定地區。

## 地理
機場的座標為37°37′59″N 120°58′34″W / 37.63306°N 120.97611°W，而該地最高點為海拔高度28米（即92英尺）。

## 人口
根據2010年美國人口普查的數據，機場的面積為1.54平方千米，當中陸地面積為1.49平方千米，而水域面積為0.05平方千米。當地共有人口20330人，而人口密度為每平方千米13,201人。